# Кучешки демодекс
Кучешките демодекси (Demodex canis) са вид паякообразни от семейство Demodecidae.
Те са част от нормалната флора по кожата на кучетата, но при нарушен имунитет могат да се размножат в голямо количество, причинявайки демодекоза.